# Parrón (recipiente)

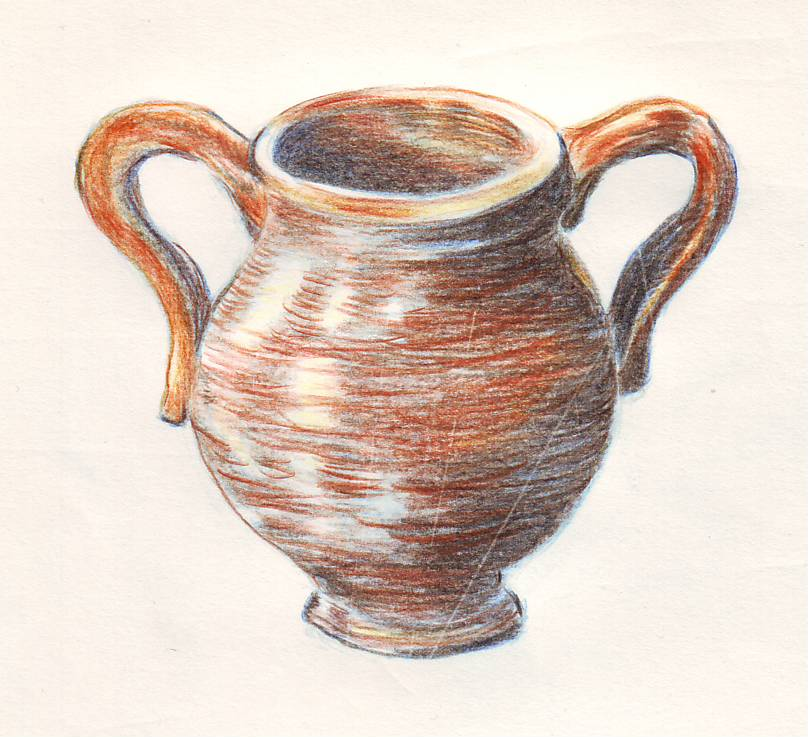
Parra mielera (Cataluña).

En alfarería, se denomina parrón, parra o parral a las vasijas de barro con dos asas, boca ancha y vidriado ocasional, empleadas para envasar la miel destinada a la venta. El Diccionario Crítico Etimológico de la Lengua Castellana, de Joan Corominas cita como posible origen: del céltico parium (paria).
Denominaciones mucho más habituales a partir del siglo XX para este recipiente son: "mielera" y "tarro de miel", si bien estos pueden estar fabricados en otros materiales, fundamentalmente vidrio y plástico.  